# Czosnów (gromada)
Czosnów – dawna gromada, czyli najmniejsza jednostka podziału terytorialnego Polskiej Rzeczypospolitej Ludowej w latach 1954–1972.
Gromady, z gromadzkimi radami narodowymi (GRN) jako organami władzy najniższego stopnia na wsi, funkcjonowały od reformy reorganizującej administrację wiejską przeprowadzonej jesienią 1954 do momentu ich zniesienia z dniem 1 stycznia 1973, tym samym wypierając organizację gminną w latach 1954–1972.
Gromadę Czosnów z siedzibą GRN w Czosnowie utworzono – jako jedną z 8759 gromad na obszarze Polski – w powiecie nowodworskim w woj. warszawskim, na mocy uchwały nr VI/10/9/54 WRN w Warszawie z dnia 5 października 1954. W skład jednostki weszły obszary dotychczasowych gromad Czosnów, Cząstków Mazowiecki, Cząstków Polski, Palmiry, Kaliszki, Adamówek, Janówek, Łosia Wólka i Łomna (z wyłączeniem majątku M.B.P.) ze zniesionej gminy Cząstków oraz obszary dotychczasowych gromad Dobrzyń i Dębina ze zniesionej gminy Kazuń w tymże powiecie. Dla gromady ustalono 26 członków gromadzkiej rady narodowej.
31 grudnia 1959 do gromady Czosnów przyłączono obszary zniesionych gromad: Pieńków (Dziekanówek, Izabelin i Pieńków oraz majątek M.B.P.)) i Małocice (bez wsi Brzozówka, Janowo, Mikołajówka i Truskawka) w tymże powiecie.
1 stycznia 1969 do gromady Czosnów włączono wsie Kazuń-Bielany, Kazuń Nowy, Kazuń Polski i Sady ze zniesionej gromady Kazuń Polski w tymże powiecie.
Gromada przetrwała do końca 1972 roku, czyli do kolejnej reformy gminnej. 1 stycznia 1973 w powiecie nowodworskim utworzono gminę Czosnów.